# Podgorje Bračevačko
Podgorje Bračevačko – wieś w Chorwacji, w żupanii osijecko-barańskiej, w gminie Drenje. W 2011 roku liczyła 70 mieszkańców.